# Quận Heard, Georgia
Quận Heard là một quận trong tiểu bang Georgia, Hoa Kỳ. Quận lỵ đóng ở thành phố Franklin 6. Theo điều tra dân số năm 2000 của Cục điều tra dân số Hoa Kỳ, quận có dân số 11.012 người 2. Năm 2007, ước tính dân số quận này là 11.387 người.